# Susanne Breuss
Susanne Breuss (* 8. Juli 1963 in Hohenems) ist eine österreichische Kuratorin, Kulturhistorikerin und Hochschullehrerin.

## Leben
Susanne Breuss studierte von 1981 bis 1988 Volkskunde, Geschichte, Philosophie, Soziologie, Politikwissenschaft, Kunstgeschichte und Germanistik an der Universität Wien. Bereits während ihres Studiums war sie wissenschaftlich, kuratorisch und journalistisch tätig. 2000 bis 2004 absolvierte sie das Graduiertenkolleg „Technisierung und Gesellschaft“ an der Technischen Universität Darmstadt. Ab 1989 war Breuss freie Mitarbeiterin bei der Wiener Zeitung, seit 1991 Lehrbeauftragte an der Universität Wien. In weiterer Folge lieferte sie eine Vielzahl an kulturwissenschaftlichen Beiträgen für Ausstellungen, unter anderem im Technischen Museum Wien, im Jüdischen Museum Hohenems, im Museum Arbeitswelt Steyr, im MAK Wien und im Museumsdorf Niedersulz. 2004 nahm sie ihre Tätigkeit im Wien Museum auf, und zwar im Department für Geschichte und Stadtleben ab 1918. Im Bereich des Wien Museums, für das sie bis 2023 als Kuratorin tätig war, gestaltete sie zahlreiche Ausstellungen, besonders aus dem Bereich der Alltagskultur des 20. Jahrhunderts.

## Auszeichnungen
- 2016: Goldenes Ehrenzeichen für Verdienste um das Land Wien[2]